# Pauvreté du stimulus
La pauvreté du stimulus est l'argument linguistique selon lequel le langage est inné à un certain degré vu que le langage que reçoit un enfant (le stimulus) ne suffit pas pour lui apprendre toutes les complexités de la grammaire de la langue. Cet argument relève d'une conception innéiste du langage par opposition à l'idée empiriste que l'on n'apprend le langage que par expérience.
Cet argument se prête à la théorie de grammaire universelle qui propose des principes auxquels chaque langue se conforme. Cette théorie et l'argument de la pauvreté du stimulus viennent du linguiste Noam Chomsky. Chomsky nomma cet argument en 1980 après l'avoir présenté dans sa réfutation du livre Verbal Behavior de Skinner en 1959.